# Sofia Okunevska
Sofia Okunevska (ucraïnès: Софія Атанасівна Окуневська-Морачевська)  (Dovjanka, 12 de maig de 1865 - Lviv, 24 de febrer de 1926) fou una metgessa i escriptora feminista.

## Biografia
Sofia nasqué el 12 de maig del 1865 al poble de Dovzhanka, prop de Ternòpil. Se li va permetre assistir a l'escola secundària, la qual cosa era inusual per a les xiquetes llavors, i es graduà al 1886 amb molt bones notes. Com que l'Imperi austrohongarés no admetia dones en les universitats, el 1887 Sofia i la seua cunyada Natalia Kobrinska se n'anaren a Suïssa; Kobrinska hi estudià economia i Sofia Okunevska estudià en la facultat de medicina de la Universitat de Zúric. El 1896, fou la primera dona llicenciada de la universitat i la primera metgessa de l'Imperi austrohongarès i d'Ucraïna. Malgrat això, Sofia va tenir sempre dificultats per a trobar treball pel fet de ser dona.
Amb el pseudònim de Yeryna, publicà relats sobre la vida urbana en l'antologia La primera corona, editada per les activistes feministes Natalia Kobrinska i Olena Pchilka. Sofia Okunevska també va ser una activista pel moviment feminista a Galítsia i Àustria-Hongria. També col·laborà en la creació de la "Comissió mèdica", el primer sindicat mèdic d'Ucraïna.
El 1890 es va casar amb l'estudiant polonés Vaclav Moraczewski i el 1896 nasqué el seu fill Yuri. Aquest any, Sofia Okunevska va presentar la tesi doctoral sobre els canvis en la sang sota la influència de l'anèmia, i es doctorà en medicina. Després del naixement de la seua filla Eva el 1898, la família va viure a Suïssa i a Karlovy Vary (actual República Txeca) abans que comencàs a treballar en un hospital de Lviv. Allí s'especialitzà en ginecologia i impartí cursos d'obstetrícia. També va compilar un diccionari de terminologia mèdica en ucraïnés, així com la història sobre la vida urbana Arena. Arena! i l'assaig La servitud familiar en cançons i cerimònies nupcials.
Durant la Primera Guerra Mundial, Sofia Okunevska atengué soldats ucraïnesos ferits. Després de la guerra es va divorciar i obrí la seua consulta mèdica a Lviv. La seua filla es va suïcidar, i és per això que Sofia va sofrir depressió. Fou la primera metgessa que utilitzà radioteràpia en la lluita contra el càncer en tot l'Imperi austrohongarés.
Sofia Okunevska va morir a l'hospital per una apendicitis, i la soterraren al cementeri de Lichakiv, a Lviv.